# 平版印刷
平版印刷（へいはんいんさつ）とは、凸版、凹版、孔版とならぶ印刷技術のひとつで、版に凹凸がほとんど存在しないものをいう。版に親油性の部分と親水性の部分を作り、水で湿らせる。水は油性インクをはじくため、親油性の部分にのみインクが乗る。
平版印刷は1798年のリトグラフ（石版）の発明にはじまる。石版では大理石を版に使い、その上に油脂性のインキで図案を描く。印刷後、版が不要になれば反面をよく磨くことで何度でも再利用もできた。しかし非常に重量があり取り扱いにくいことから、のちに版材として亜鉛版が用いられるようになったのであるが、このような印刷も石版と呼ばれている。
20世紀の初めには版の図案を紙に直接刷らず、一度ゴムローラー上に写し取り、ここから更に用紙に印刷する「オフセット印刷」が発明された。今日の平版印刷は、そのほとんどがオフセット印刷と言える。この場合の印刷版は亜鉛版またはアルミ板で、円筒形を成す。円筒形の版と円筒形のゴムローラーを接する形で回転させて版を写し取る。このオフセット印刷の発展により、日本では1972年に平版印刷はそれまでの主流であった凸版印刷を追い越し、2000年には印刷出荷額の73.9%を占めるに至った。
画線部が非画線部に対してわずかに（数µm）突起しているものを平凸版（へいとっぱん）、耐刷力を増すために逆に画線部が低くなっているものを平凹版（へいおうはん）と呼ぶ。
版画技法としてのデカルコマニーや、バルビゾン派のコローらが利用したクリシェ・ヴェール（エッチング用の針で遮光膜に描画したガラス版を使って印画紙を感光させる技法）、モノタイプ(Monotyping)、マーブリングなども平版に含まれる。